# 棘珊瑚科
棘珊瑚科(學名:Acanthoaxiidae)是軟珊瑚目的一個科。珊瑚的軸心全是由蛋白質構成，具有狹窄、中空、柔軟，以及其表面上突出的刺。 珊瑚群體是膜狀的或豎立起來的，通常有的稀疏分枝。全身幾乎都沒有骨針。分布於熱帶印度洋-太平洋和東大西洋的淺水至中深水域。

## 分類
- 棘珊瑚屬 Acanthoaxis van Ofwegen & McFadden, 2010
- 深海棘珊瑚屬 Altumia Benayahu, McFadden & Shoham, 2017[3]